# Antrocephalus bicolor
Antrocephalus bicolor is een vliesvleugelig insect uit de familie bronswespen (Chalcididae). De wetenschappelijke naam is voor het eerst geldig gepubliceerd in 1900 door Ashmead.